# Клинтон, Томас, 3-й граф Линкольн
Томас Клинтон, 3-й граф Линкольн (англ. Thomas Clinton, 3rd Earl of Lincoln; 1568 — 15 января 1619) — английский пэр, носивший титул учтивости — лорд Клинтон с 1585 по 1616 год.

## Биография
Родился в 1568 году. Старший сын Генри Клинтона, 2-го графа Линкольна (1539—1616), кавалера Ордена Бани, и леди Кэтрин Гастингс, дочери 2-го графа Хантингдона и достопочтенной Кэтрин Поул.
Получил образование в колледже Крайст-черч Оксфордского университета (в 1588 году — степень магистра наук). Томас Клинтон заседал в Палате общин Англии от Грейт-Гримсби (1601) и Линкольншира (1604—1610). Лорд Клинтон был членом Нижней палаты, выступая в качестве английского представителя в Комиссии по англо-шотландскому союзу, созданной в июне 1604 года, после чего 14 февраля 1610 года вошёл в Палату лордов по приказу об ускорении как барон Клинтон.
29 сентября 1616 года после смерти своего отца Томас Клинтон унаследовал титулы 3-го графа Линкольна (Пэрство Англии) и 11-го лорда Клинтона (Пэрство Англии).

## Семья
В 1584 году Томас Клинтон женился на Элизабет Книветт (ок. 1570—1632), младшей дочери сэра Генри Книветта, члена парламента, и его первой жены Элизабет Стамп. Их дети:
- Теофилус Клинтон, 4-й граф Линкольн, 12-й барон Клинтон (1599[3] — 21 мая 1667), женат первым браком (в 1619 году) на достопочтенной Бриджит Файнс, а во второй раз на Элизабет Горджес (? — 1675). От первого брака у него был сын и три дочери
- Генри Клинтон (род. 1595)[4]
- Томас Клинтон (род. 1596)[5]
- Леди Арбелла Клинтон (1597[6] — август 1630), вышла замуж за Айзека Джонсона
- Леди Сьюзен Клинтон, она вышла замуж за генерал-сержанта Джона Хамфри; они эмигрировали в Америку и вернулись в Англию 26 октября 1641 года.
- Эдвард Клинтон (род. 1600)[7]
- Леди Фрэнсис Клинтон, она вышла замуж за Джона Горджеса, лорда-владельца провинции Мэн
- Леди Доркас Клинтон (род. 1614)[8]
- Леди Сара Клинтон (род. 1615)[9]
- Энн Клинтон (род. 1602)[10]
- Чарльз Клинтон (род. 1604)[11]
- Книветт Клинтон (род. 1605)[12].

Лорд Линкольн скончался в Таттерсхолле в январе 1619 года.